# Wereldkampioenschappen zwemmen 2009 – 4×100 meter vrije slag mannen
De 4×100 meter vrije slag mannen op de Wereldkampioenschappen zwemmen 2009 vond plaats op 26 juli 2009, series en finale. Op dit onderdeel mogen de zwemmers zelf bepalen in welke slag ze de wedstrijd zwemmen (in tegenstelling tot de rugslag, schoolslag en vlinderslag nummers), bijna alle zwemmers maken gebruik van de borstcrawl. Omdat het zwembad waarin de wedstrijd gehouden werd 50 meter lang was, bestond de race uit acht baantjes. Na afloop van de series kwalificeerden de acht snelste ploegen zich voor de finale. Titelverdediger was de Verenigde Staten.

## Podium
| Goud                                                                                                  | Goud | Zilver                                                                                  | Zilver | Brons                                                                                         | Brons |
| --- | ---- | --------------------------------------------------------------------------------------- | ------ | --------------------------------------------------------------------------------------------- | ----- |
| Michael Phelps Ryan Lochte Matt Grevers Nathan Adrian Garrett Weber-Gale* Ricky Berens* Cullen Jones* | USA  | Jevgeni Lagoenov Andrej Gretsjin Danila Izotov Aleksandr Soechoroekov Nikita Konovalov* | RUS    | Fabien Gilot Alain Bernard Grégory Mallet Frédérick Bousquet Amaury Leveaux* William Meynard* | FRA   |

* Zwemmers van wie de namen schuingedrukt staan zwommen enkel in de series.

## Records
Voorafgaand aan het toernooi waren dit het wereldrecord en het kampioenschapsrecord
| Wereldrecord         | Verenigde Staten Michael Phelps Garrett Weber-Gale Cullen Jones Jason Lezak | 3.08,24 | Beijing, China       | 11 augustus 2008 |
| Kampioenschapsrecord | Verenigde Staten Michael Phelps Neil Walker Cullen Jones Jason Lezak        | 3.12,72 | Melbourne, Australië | 25 maart 2007    |

## Series
| Rang | Serie | Baan | Namen | Nationaliteit                | Tijd    | Bijz. |
| ---- | ----- | ---- | --- | ---------------------------- | ------- | ----- |
| 1    | 5     | 6    | César Cielo Filho Nicolas Oliveira Guilherme Santos Fernando Silva                                        | Brazilië                     | 3.11,26 | Q, CR |
| 2    | 4     | 4    | Amaury Leveaux Grégory Mallet William Meynard Fabien Gilot                                                | Frankrijk                    | 3.11,38 | Q     |
| 3    | 4     | 3    | Adam Brown Simon Burnett Liam Tancock Ross Davenport                                                      | Verenigd Koninkrijk          | 3.11,62 | Q     |
| 4    | 5     | 4    | Garrett Weber-Gale Matt Grevers Ricky Berens Cullen Jones                                                 | Verenigde Staten             | 3.11,64 | Q     |
| 5    | 5     | 5    | Francesco Donin Alessandro Calvi Marco Orsi Christian Galenda                                             | Italië                       | 3.11,76 | Q     |
| 6    | 5     | 3    | Lyndon Ferns Darian Townsend Roland Mark Schoeman Graeme Moore                                            | Zuid-Afrika                  | 3.12,08 | Q     |
| 7    | 3     | 4    | Matt Abood Andrew Lauterstein Tommaso D'Orsogna Matt Targett                                              | Australië                    | 3.12,58 | Q     |
| 8    | 3     | 3    | Jevgeni Lagoenov Danila Izotov Nikita Konovalov Aleksandr Soechoroekov                                    | Rusland                      | 3.12,78 | Q     |
| 9    | 3     | 5    | Brent Hayden Joel Greenshields Colin Russell Stefan Hirniak                                               | Canada                       | 3.12,96 |       |
| 10   | 4     | 5    | Stefan Nystrand Lars Frölander Simon Sjödin Petter Stymne                                                 | Zweden                       | 3.13,38 |       |
| 11   | 4     | 2    | Takuro Fujii Rammaru Harada Yoshihiro Okumura Makoto Ito                                                  | Japan                        | 3.15,63 |       |
| 12   | 5     | 2    | Dominik Meichtry Flori Lang Gregory Widmer Aurelien Kuenzi                                                | Zwitserland                  | 3.16,13 |       |
| 13   | 4     | 6    | Konrad Czerniak Marcin Tarczynski Lukasz Gasior Mateusz Stawinski                                         | Polen                        | 3.16,35 |       |
| 14   | 4     | 8    | Vytautas Janusaitis Paulius Viktoravicius Mindaugas Sandauskas Mindaugas Margis                           | Litouwen                     | 3.16,47 |       |
| 15   | 3     | 6    | Chen Zuo Lu Zhiwu Shi Tengfei Cai Li                                                                      | China                        | 3.17,08 |       |
| 16   | 3     | 2    | Crox Acuña Octavio Alesi Roberto Gomez Albert Subirats                                                    | Venezuela                    | 3.17,79 |       |
| 17   | 2     | 1    | Pholien Systermans Yoris Grandjean Pierre-Yves Romanini Glenn Surgeloose                                  | België                       | 3.17,97 | BR    |
| 18   | 1     | 4    | Michal Rubacek Martin Verner Jan Sefl Kvetoslav Svoboda                                                   | Tsjechië                     | 3.18,67 |       |
| 19   | 3     | 0    | Barry Murphy Ryan Harrison Conor Leaney Karl Burdis                                                       | Ierland                      | 3.21,77 |       |
| 20   | 5     | 7    | Stanislav Koezmin Alexandr Sklyar Oleg Rabota Artur Dilman                                                | Kazachstan                   | 3.22,95 |       |
| 21   | 4     | 1    | Daniil Tulupov Danil Bugakov Dmitriy Shvetov Petr Romashkin                                               | Oezbekistan                  | 3.23,55 |       |
| 22   | 5     | 0    | Emin Noshadi Pasha Vahdati Rad Saeed Malekae Ashtiani Mohammand Bidaryan                                  | Iran                         | 3.26,38 |       |
| 23   | 3     | 7    | Shawn Clarke Martyn Forde Terrence Haynes Vaughn Forsythe                                                 | Barbados                     | 3.27,15 |       |
| 24   | 5     | 1    | Miguel Molina Kendrick Uy Charles William Walker Daniel Coakley                                           | Filipijnen                   | 3.28,01 |       |
| 25   | 5     | 8    | Clement Lim Joshua Lim Nicholas Tan Jeffrey Su                                                            | Singapore                    | 3.28,12 |       |
| 26   | 3     | 8    | Arjun Jayaprakash Rehan Poncha Virdhawal Khade Ashwin Menon                                               | India                        | 3.35,24 |       |
| 27   | 3     | 1    | Mohammed Madouh Humoud Alhumoud Adulrahman Albader Marzouq Alsalem                                        | Koeweit                      | 3.35,61 |       |
| 28   | 4     | 0    | Obaid Aljesmi Mubarak Al Besher Saeed Al Jesmi Mohammed Al Ghaferi                                        | Verenigde Arabische Emiraten | 3.37,95 |       |
| 29   | 4     | 9    | Papa Madiop Ndong Matar Samb Abdoul Khadre Mbaye Niane Malick Fall                                        | Senegal                      | 3.38,32 |       |
| 30   | 2     | 7    | Samson Focados Opuakpo Eric Williams Pepelate Gbagi Yellow Yeiyah                                         | Nigeria                      | 3.41,39 |       |
| 31   | 2     | 4    | Sergey Pevnev Andranik Harutyunyan Khachik Plavchyan Mikayel Koloyan                                      | Armenië                      | 3.41,82 |       |
| 32   | 2     | 3    | Endi Babi Mario Sulkja Eduart Cane Sidni Hoxha                                                            | Albanië                      | 3.42,13 |       |
| 33   | 1     | 5    | Neil Agius Edward Caruana Dingli Andrea Agius Mark Sammut                                                 | Malta                        | 3.42,69 |       |
| 34   | 3     | 9    | Lao Kuan Fong Antonio Tong Victor Wong Chong Cheok Kuan                                                   | Macau                        | 3.43,29 |       |
| 35   | 2     | 5    | Ronny Ashley Vencatachellum Mathieu Gilles Marquet Jean Pascal Hughes Gregoire Jean Marie Emmanuel Froget | Mauritius                    | 3.45,08 |       |
| 36   | 1     | 3    | Leonel Matonse Ivo Chilaule Gerusio Matonse Patricio Vera                                                 | Mozambique                   | 3.45,42 |       |
| 37   | 2     | 6    | Ryan Pini Daniel Pryke Ian Nakmai Peter Pokawin                                                           | Papoea-Nieuw-Guinea          | 3.45,77 |       |
| 38   | 2     | 2    | Eli Ebenezer Wong Cooper Graf Shin Kimura Kailan Staal                                                    | Noordelijke Marianen         | 3.57,83 |       |
| -    | 2     | 8    | | Kroatië                      | DNS     |       |
| -    | 5     | 9    | | Saoedi-Arabië                | DNS     |       |

## Finale
| Rang   | Baan | Namen                                                                 | Nationaliteit       | Tijd    | Bijz. |
| ------ | ---- | --------------------------------------------------------------------- | ------------------- | ------- | ----- |
| Goud   | 6    | Michael Phelps Ryan Lochte Matt Grevers Nathan Adrian                 | Verenigde Staten    | 3.09,21 | CR    |
| Zilver | 8    | Jevgeni Lagoenov Andrej Gretsjin Danila Izotov Aleksandr Soechoroekov | Rusland             | 3.09,52 |       |
| Brons  | 5    | Fabien Gilot Alain Bernard Grégory Mallet Frédérick Bousquet          | Frankrijk           | 3.09,89 |       |
| 4      | 4    | César Cielo Filho Nicolas Oliveira Guilherme Santos Fernando Silva    | Brazilië            | 3.10,80 |       |
| 5      | 2    | Alessandro Calvi Christian Galenda Marco Orsi Filippo Magnini         | Italië              | 3.11,93 |       |
| 5      | 7    | Lyndon Ferns Graeme Moore Darian Townsend Roland Mark Schoeman        | Zuid-Afrika         | 3.11,93 |       |
| 7      | 3    | Adam Brown Simon Burnett Liam Tancock Ross Davenport                  | Verenigd Koninkrijk | 3.12,09 |       |
| 8      | 1    | Matt Abood Matt Targett Andrew Lauterstein Tommaso D'Orsogna          | Australië           | 3.12,40 |       |